# Ludacris/Diskografie
Diese Diskografie ist eine Übersicht über die musikalischen Werke des US-amerikanischen Rappers Ludacris. Den Quellenangaben und Schallplattenauszeichnungen zufolge hat er bisher mehr als 99,6 Millionen Tonträger verkauft, davon allein in den Vereinigten Staaten mehr als 83,7 Millionen. Seine erfolgreichste Veröffentlichung ist die Single Yeah!, die sich über 18,1 Millionen Mal verkaufte. In Deutschland konnte der Rapper bis heute mehr als 1,8 Millionen Tonträger vertreiben.

## Alben

### Studioalben
| Jahr | Titel                   | Höchstplatzierung, Gesamtwochen, AuszeichnungChartplatzierungen (Jahr, Titel, Platzierungen, Wochen, Auszeichnungen, Anmerkungen) | Höchstplatzierung, Gesamtwochen, AuszeichnungChartplatzierungen (Jahr, Titel, Platzierungen, Wochen, Auszeichnungen, Anmerkungen) | Höchstplatzierung, Gesamtwochen, AuszeichnungChartplatzierungen (Jahr, Titel, Platzierungen, Wochen, Auszeichnungen, Anmerkungen) | Höchstplatzierung, Gesamtwochen, AuszeichnungChartplatzierungen (Jahr, Titel, Platzierungen, Wochen, Auszeichnungen, Anmerkungen) | Höchstplatzierung, Gesamtwochen, AuszeichnungChartplatzierungen (Jahr, Titel, Platzierungen, Wochen, Auszeichnungen, Anmerkungen) | Anmerkungen                                                    |
| Jahr | Titel                   | DE | AT | CH | UK | US | Anmerkungen                                                    |
| ---- | ----------------------- | --- | --- | --- | --- | --- | -------------------------------------------------------------- |
| 2000 | Incognegro              | — | — | — | — | US179 (2 Wo.)US | Erstveröffentlichung: 16. Mai 2000                             |
| 2000 | Back for the First Time | — | — | — | — | US4 ×3Dreifachplatin · (55 Wo.)US                                                                                                 | Erstveröffentlichung: 16. Oktober 2000 Verkäufe: + 3.150.000   |
| 2001 | Word of Mouf            | DE98 (1 Wo.)DE | — | — | UK57 Gold · (3 Wo.)UK | US3 ×4Vierfachplatin · (59 Wo.)US                                                                                                 | Erstveröffentlichung: 5. November 2001 Verkäufe: + 4.215.000   |
| 2003 | Chicken-n-Beer          | DE87 (1 Wo.)DE | — | — | UK44 Gold · (7 Wo.)UK | US1 ×2Doppelplatin · (45 Wo.)US                                                                                                   | Erstveröffentlichung: 6. Oktober 2003 Verkäufe: + 2.800.000    |
| 2004 | The Red Light District  | — | — | CH91 (1 Wo.)CH | UK98 Silber · (1 Wo.)UK | US1 ×2Doppelplatin · (42 Wo.)US                                                                                                   | Erstveröffentlichung: 7. Dezember 2004 Verkäufe: + 2.110.000   |
| 2006 | Release Therapy         | — | — | CH57 (2 Wo.)CH | UK69 (1 Wo.)UK | US1 Platin · (32 Wo.)US | Erstveröffentlichung: 26. September 2006 Verkäufe: + 1.200.000 |
| 2008 | Theater of the Mind     | — | — | CH66 (1 Wo.)CH | — | US5 Gold · (23 Wo.)US | Erstveröffentlichung: 24. November 2008 Verkäufe: + 600.000    |
| 2010 | Battle of the Sexes     | — | — | CH82 (1 Wo.)CH | — | US1 Platin · (29 Wo.)US | Erstveröffentlichung: 9. März 2010 Verkäufe: + 1.000.000       |
| 2015 | Ludaversal              | — | — | — | UK86 (1 Wo.)UK | US3 (7 Wo.)US | Erstveröffentlichung: 30. März 2015                            |

### Kollaboalben
| Jahr | Titel                                                  | Höchstplatzierung, Gesamtwochen, AuszeichnungChartplatzierungen (Jahr, Titel, Platzierungen, Wochen, Auszeichnungen, Anmerkungen) | Höchstplatzierung, Gesamtwochen, AuszeichnungChartplatzierungen (Jahr, Titel, Platzierungen, Wochen, Auszeichnungen, Anmerkungen) | Höchstplatzierung, Gesamtwochen, AuszeichnungChartplatzierungen (Jahr, Titel, Platzierungen, Wochen, Auszeichnungen, Anmerkungen) | Höchstplatzierung, Gesamtwochen, AuszeichnungChartplatzierungen (Jahr, Titel, Platzierungen, Wochen, Auszeichnungen, Anmerkungen) | Höchstplatzierung, Gesamtwochen, AuszeichnungChartplatzierungen (Jahr, Titel, Platzierungen, Wochen, Auszeichnungen, Anmerkungen) | Anmerkungen                                                 |
| Jahr | Titel                                                  | DE | AT | CH | UK | US | Anmerkungen                                                 |
| ---- | ------------------------------------------------------ | --- | --- | --- | --- | --- | ----------------------------------------------------------- |
| 2002 | Golden Grain zusammen mit Disturbing tha Peace         | — | — | — | — | US6 (10 Wo.)US | Erstveröffentlichung: 10. September 2002                    |
| 2005 | Disturbing tha Peace zusammen mit Disturbing tha Peace | — | — | — | — | US11 Gold · (21 Wo.)US | Erstveröffentlichung: 13. Dezember 2005 Verkäufe: + 500.000 |

### Mixtapes
- 2006: DTP Takeover: It’s an Epidemic (mit Disturbing tha Peace)
- 2006: Pre-Release Therapy (mit DJ Green Lantern & Michael „5000“ Watts)
- 2007: The Truth Shall Set You Free (mit DJ Green Lantern)
- 2008: The Preview (mit DJ Drama)
- 2010: Conjure: A Hustler’s Spirit
- 2011: 1.21 Gigawatts: Back to the First Time
- 2013: #IDGAF

### EPs
| Jahr | Titel           | Höchstplatzierung, Gesamtwochen, AuszeichnungChartplatzierungen (Jahr, Titel, Platzierungen, Wochen, Auszeichnungen, Anmerkungen) | Höchstplatzierung, Gesamtwochen, AuszeichnungChartplatzierungen (Jahr, Titel, Platzierungen, Wochen, Auszeichnungen, Anmerkungen) | Höchstplatzierung, Gesamtwochen, AuszeichnungChartplatzierungen (Jahr, Titel, Platzierungen, Wochen, Auszeichnungen, Anmerkungen) | Höchstplatzierung, Gesamtwochen, AuszeichnungChartplatzierungen (Jahr, Titel, Platzierungen, Wochen, Auszeichnungen, Anmerkungen) | Höchstplatzierung, Gesamtwochen, AuszeichnungChartplatzierungen (Jahr, Titel, Platzierungen, Wochen, Auszeichnungen, Anmerkungen) | Anmerkungen                             |
| Jahr | Titel           | DE | AT | CH | UK | US | Anmerkungen                             |
| ---- | --------------- | --- | --- | --- | --- | --- | --------------------------------------- |
| 2014 | Burning Bridges | — | — | — | — | US158 (1 Wo.)US | Erstveröffentlichung: 16. Dezember 2014 |

## Singles

### Als Leadmusiker
| Jahr | Titel Album                                       | Höchstplatzierung, Gesamtwochen, AuszeichnungChartplatzierungen (Jahr, Titel, Album, Platzierungen, Wochen, Auszeichnungen, Anmerkungen) | Höchstplatzierung, Gesamtwochen, AuszeichnungChartplatzierungen (Jahr, Titel, Album, Platzierungen, Wochen, Auszeichnungen, Anmerkungen) | Höchstplatzierung, Gesamtwochen, AuszeichnungChartplatzierungen (Jahr, Titel, Album, Platzierungen, Wochen, Auszeichnungen, Anmerkungen) | Höchstplatzierung, Gesamtwochen, AuszeichnungChartplatzierungen (Jahr, Titel, Album, Platzierungen, Wochen, Auszeichnungen, Anmerkungen) | Höchstplatzierung, Gesamtwochen, AuszeichnungChartplatzierungen (Jahr, Titel, Album, Platzierungen, Wochen, Auszeichnungen, Anmerkungen) | Anmerkungen                                                                                |
| Jahr | Titel Album                                       | DE | AT | CH | UK | US | Anmerkungen                                                                                |
| ---- | ------------------------------------------------- | --- | --- | --- | --- | --- | ------------------------------------------------------------------------------------------ |
| 2000 | What’s Your Fantasy Back for the First Time       | — | — | — | UK19 (7 Wo.)UK | US21 ×2Doppelplatin · (22 Wo.)US | Erstveröffentlichung: 12. September 2000 feat. Shawnna; Verkäufe: + 2.000.000              |
| 2000 | Southern Hospitality Back for the First Time      | — | — | — | — | US23 (20 Wo.)US | Erstveröffentlichung: 29. Dezember 2000                                                    |
| 2001 | Area Codes Word of Mouf                           | — | — | — | UK25 (3 Wo.)UK | US24 Gold · (17 Wo.)US | Erstveröffentlichung: 3. Juli 2001 feat. Nate Dogg; Verkäufe: + 500.000                    |
| 2001 | Rollout (My Business) Word of Mouf                | — | — | — | UK20 (7 Wo.)UK | US17 Platin · (21 Wo.)US | Erstveröffentlichung: 16. Oktober 2001 Verkäufe: + 2.000.000                               |
| 2001 | Welcome to Atlanta Word of Mouf                   | — | — | — | — | US35 (20 Wo.)US | Erstveröffentlichung: 30. Oktober 2001 feat. Jermaine Dupri                                |
| 2002 | Saturday (Oooh Oooh!) Word of Mouf                | — | — | — | UK31 (4 Wo.)UK | US22 (20 Wo.)US | Erstveröffentlichung: 8. Januar 2002 feat. Sleepy Brown                                    |
| 2002 | Move Bitch Word of Mouf                           | — | — | — | — | US10 (23 Wo.)US | Erstveröffentlichung: 21. Mai 2002 feat. Mystikal & I-20                                   |
| 2003 | Act a Fool Chicken*n*Beer                         | — | — | — | — | US32 Gold · (11 Wo.)US | Erstveröffentlichung: 20. Mai 2003 Verkäufe: + 500.000                                     |
| 2003 | Stand Up Chicken*n*Beer                           | DE56 (5 Wo.)DE | AT63 (3 Wo.)AT | CH22 (9 Wo.)CH | UK14 (11 Wo.)UK | US1 Platin · (28 Wo.)US | Erstveröffentlichung: 19. August 2003 feat. Shawnna; Verkäufe: + 1.000.000                 |
| 2003 | Splash Waterfalls Chicken*n*Beer                  | — | — | — | — | US6 (21 Wo.)US | Erstveröffentlichung: 8. Dezember 2003                                                     |
| 2004 | Diamond in the Back Chicken*n*Beer                | — | — | — | — | US94 (3 Wo.)US | Erstveröffentlichung: 11. Mai 2004                                                         |
| 2004 | Get Back The Red Light District                   | — | — | CH48 (6 Wo.)CH | — | US13 Platin + Gold (Mastertone) · (20 Wo.)US                                                                                             | Erstveröffentlichung: 9. November 2004 Verkäufe: + 1.500.000                               |
| 2005 | Number One Spot The Red Light District            | — | — | — | UK30 (3 Wo.)UK | US19 Gold · (16 Wo.)US | Erstveröffentlichung: 15. Februar 2005 Verkäufe: + 500.000                                 |
| 2005 | Pimpin’ All Over the World The Red Light District | — | — | — | — | US9 (20 Wo.)US | Erstveröffentlichung: 14. Juni 2005 feat. Bobby V                                          |
| 2006 | Money Maker Release Therapy                       | DE86 (3 Wo.)DE | — | — | — | US1 ×2Doppelplatin + Platin (Mastertone) · (25 Wo.)US                                                                                    | Erstveröffentlichung: 17. Juli 2006 feat. Pharrell Williams; Verkäufe: + 3.000.000         |
| 2007 | Runaway Love Release Therapy                      | — | — | — | UK52 (8 Wo.)UK | US2 Platin · (20 Wo.)US | Erstveröffentlichung: 12. Februar 2007 feat. Mary J. Blige; Verkäufe: + 1.500.000          |
| 2008 | What Them Girls Like Theater of the Mind          | — | — | — | — | US33 Gold · (14 Wo.)US | Erstveröffentlichung: 7. August 2008 feat. Chris Brown & Sean Garrett; Verkäufe: + 500.000 |
| 2008 | One More Drink Theater of the Mind                | — | — | — | — | US24 (18 Wo.)US | Erstveröffentlichung: 28. Oktober 2008 feat. T-Pain                                        |
| 2008 | Last of a Dying Breed Theater of the Mind         | — | — | — | — | US65 (1 Wo.)US | Erstveröffentlichung: 29. November 2008 feat. Lil Wayne                                    |
| 2009 | How Low Battle of the Sexes                       | — | — | — | UK67 (6 Wo.)UK | US6 ×3Dreifachplatin · (21 Wo.)US | Erstveröffentlichung: 8. Dezember 2009 Verkäufe: + 3.000.000                               |
| 2010 | My Chick Bad Battle of the Sexes                  | — | — | — | — | US11 ×3Dreifachplatin · (20 Wo.)US | Erstveröffentlichung: 23. Februar 2010 feat. Nicki Minaj; Verkäufe: + 3.000.000            |
| 2010 | Sex Room Battle of the Sexes                      | — | — | — | — | US69 (11 Wo.)US | Erstveröffentlichung: 18. Mai 2010 feat. Trey Songz                                        |
| 2012 | Representin –                                     | — | — | — | — | US97 (4 Wo.)US | Erstveröffentlichung: 9. Oktober 2012 feat. Kelly Rowland                                  |
| 2012 | Rest of My Life –                                 | DE32 (8 Wo.)DE | AT25 (14 Wo.)AT | CH42 (2 Wo.)CH | UK41 (5 Wo.)UK | US72 (10 Wo.)US | Erstveröffentlichung: 2. November 2012 feat. Usher & David Guetta; Verkäufe: + 77.500      |
| 2013 | Helluva Night #IDGAF                              | — | — | — | — | US96 (1 Wo.)US | Erstveröffentlichung: August 2013                                                          |
| 2014 | Good Lovin Ludaversal                             | — | — | — | — | US91 Gold · (2 Wo.)US | Erstveröffentlichung: 15. Dezember 2014 feat. Miguel; Verkäufe: + 500.000                  |

Weitere Singles
- 1999: Ho
- 2003: Pick Up the Phone (mit Tyrese & R. Kelly)
- 2003: P-Poppin’ (feat. Shawnna & Lil Fate)
- 2004: Virgo (feat. Doug E. Fresh & Nas)
- 2004: Blow It Out
- 2005: The Potion
- 2006: Grew Up a Screw Up (feat. Young Jeezy)
- 2007: Ludacrismas
- 2007: Slap
- 2007: Down in the Dirty (feat. Bun B & Rick Ross)
- 2008: Undisputed (feat. Floyd Mayweather Jr.)
- 2008: I Do It for Hip Hop (feat. Jay-Z & Nas)
- 2008: Wish You Would (feat. T.I.)
- 2009: Nasty Girl (feat. Plies)
- 2010: Hey Ho (feat. Lil’ Kim & Lil Fate)
- 2010: Everybody Drunk (feat. Lil Scrappy)
- 2011: Rich & Flexin’ (feat. Waka Flocka Flame)
- 2012: Jingalin
- 2014: Party Girls (feat. Jeremih, Wiz Khalifa & Cashmere Cat)
- 2015: Come and See Me (feat. Big K.R.I.T.)
- 2015: Grass Is Always Greener
- 2017: Vitamin D (feat. Ty Dolla Sign)

### Als Gastmusiker
| Jahr | Titel Album                                               | Höchstplatzierung, Gesamtwochen, AuszeichnungChartplatzierungen (Jahr, Titel, Album, Platzierungen, Wochen, Auszeichnungen, Anmerkungen) | Höchstplatzierung, Gesamtwochen, AuszeichnungChartplatzierungen (Jahr, Titel, Album, Platzierungen, Wochen, Auszeichnungen, Anmerkungen) | Höchstplatzierung, Gesamtwochen, AuszeichnungChartplatzierungen (Jahr, Titel, Album, Platzierungen, Wochen, Auszeichnungen, Anmerkungen) | Höchstplatzierung, Gesamtwochen, AuszeichnungChartplatzierungen (Jahr, Titel, Album, Platzierungen, Wochen, Auszeichnungen, Anmerkungen) | Höchstplatzierung, Gesamtwochen, AuszeichnungChartplatzierungen (Jahr, Titel, Album, Platzierungen, Wochen, Auszeichnungen, Anmerkungen) | Anmerkungen |
| Jahr | Titel Album                                               | DE | AT | CH | UK | US | Anmerkungen |
| ---- | --------------------------------------------------------- | --- | --- | --- | --- | --- | --- |
| 2001 | One Minute Man Miss E…So Addictive                        | DE38 (9 Wo.)DE | — | CH92 (11 Wo.)CH | UK10 (10 Wo.)UK | US15 (42 Wo.)US | Erstveröffentlichung: 22. Juni 2001 Missy Elliott feat. Ludacris                                                 |
| 2001 | Bia Bia (Remix) Put Yo Hood Up                            | — | — | — | — | US94 (3 Wo.)US | Erstveröffentlichung: September 2001 Lil Jon feat. Too Short, Chyna Whyte & Ludacris                             |
| 2001 | Fatty Girl The Good Life                                  | — | — | — | — | US87 (14 Wo.)US | Erstveröffentlichung: 4. Dezember 2001 mit LL Cool J & Keith Murray                                              |
| 2002 | B R Right Diamond Princess                                | — | — | — | — | US83 (14 Wo.)US | Erstveröffentlichung: 8. September 2002 Trina feat. Ludacris                                                     |
| 2002 | Why Don’t We Fall in Love All I Have                      | — | — | — | UK40 (2 Wo.)UK | US23 (19 Wo.)US | Erstveröffentlichung: 20. September 2002 Amerie feat. Ludacris                                                   |
| 2002 | Gossip Folks Under Construction                           | DE28 (9 Wo.)DE | — | CH50 (8 Wo.)CH | UK9 (9 Wo.)UK | US8 (20 Wo.)US | Erstveröffentlichung: 11. November 2002 Missy Elliott feat. Ludacris                                             |
| 2003 | Holidae In Jackpot                                        | DE56 (6 Wo.)DE | — | CH43 (4 Wo.)CH | UK35 (3 Wo.)UK | US3 Gold · (21 Wo.)US | Erstveröffentlichung: 2. September 2003 Chingy feat. Snoop Dogg & Ludacris; Verkäufe: + 535.000                  |
| 2003 | Hot & Wet                                                 | — | — | — | — | US70 (9 Wo.)US | Erstveröffentlichung: 22. September 2003 112 feat. Ludacris                                                      |
| 2004 | Yeah! Confessions                                         | DE1 ×2Doppelplatin · (26 Wo.)DE | AT1 Gold · (37 Wo.)AT | CH1 Gold · (38 Wo.)CH | UK1 ×4Vierfachplatin · (23 Wo.)UK | US1 ×3Diamant + Dreifachplatin · (47 Wo.)US                                                                                              | Erstveröffentlichung: 27. Januar 2004 Usher feat. Lil Jon & Ludacris; Verkäufe: + 18.185.388                     |
| 2004 | Shake That Shit Worth tha Weight                          | — | — | — | — | US63 (14 Wo.)US | Erstveröffentlichung: 20. Juli 2004 Shawnna feat. Ludacris                                                       |
| 2004 | Lovers & Friends Crunk Juice                              | DE68 (4 Wo.)DE | — | CH44 (2 Wo.)CH | UK10 (8 Wo.)UK | US3 (22 Wo.)US | Erstveröffentlichung: 30. November 2004 Lil Jon feat. Usher & Ludacris                                           |
| 2005 | Oh Goodies                                                | DE7 (12 Wo.)DE | AT44 (9 Wo.)AT | CH11 (18 Wo.)CH | UK4 Silber · (11 Wo.)UK | US2 ×2Doppelplatin + Platin (Mastertone) · (23 Wo.)US                                                                                    | Erstveröffentlichung: 1. März 2005 Ciara feat. Ludacris; Verkäufe: + 3.035.000                                   |
| 2005 | Sugar (Gimme Some) Thug Matrimony: Married to the Streets | — | — | — | UK61 (1 Wo.)UK | US20 (26 Wo.)US | Erstveröffentlichung: 14. Mai 2005 Trick Daddy feat. CeeLo Green, Lil’ Kim & Ludacris                            |
| 2005 | Georgia Light Poles and Pine Trees                        | — | — | — | — | US39 Gold · (9 Wo.)US | Erstveröffentlichung: 9. Oktober 2005 Field Mob feat. Jamie Foxx & Ludacris; Verkäufe: + 500.000                 |
| 2005 | Unpredictable                                             | DE43 (4 Wo.)DE | — | CH85 (1 Wo.)CH | UK16 (8 Wo.)UK | US8 (22 Wo.)US | Erstveröffentlichung: 18. Oktober 2005 Jamie Foxx feat. Ludacris                                                 |
| 2006 | Need a Boss Point of No Return                            | — | — | — | — | US62 (18 Wo.)US | Erstveröffentlichung: 25. Juli 2006 Shareefa feat. Ludacris                                                      |
| 2007 | Glamorous The Dutchess                                    | DE16 Gold · (13 Wo.)DE | AT25 (16 Wo.)AT | CH38 (16 Wo.)CH | UK6 Platin · (29 Wo.)UK | US1 ×3Platin (Mastertone) + Dreifachplatin · (23 Wo.)US                                                                                  | Erstveröffentlichung: 23. Januar 2007 Fergie feat. Ludacris; Verkäufe: + 5.125.000                               |
| 2007 | Get Buck in Here –                                        | — | — | — | — | US41 (18 Wo.)US | Erstveröffentlichung: 4. Oktober 2007 DJ Felli Fel feat. Akon, P. Diddy, Lil Jon & Ludacris; Verkäufe: + 500.000 |
| 2008 | How We Do It (Around My Way) Lessons in Love              | — | — | — | UK75 (2 Wo.)UK | — | Erstveröffentlichung: 4. März 2008 Lloyd feat. Ludacris                                                          |
| 2008 | Chopped & Skrewed Thr33 Ringz                             | — | — | — | — | US27 Gold · (19 Wo.)US | Erstveröffentlichung: 23. September 2008 T-Pain feat. Ludacris; Verkäufe: + 500.000                              |
| 2009 | How Do You Sleep? Departure: Recharged                    | — | — | — | — | US26 (20 Wo.)US | Erstveröffentlichung: 20. Januar 2009 Jesse McCartney feat. Ludacris                                             |
| 2009 | Break Your Heart Rokstarr                                 | DE5 ×2Doppelplatin · (41 Wo.)DE | AT10 Gold · (38 Wo.)AT | CH1 ×2Doppelplatin · (46 Wo.)CH | UK—*UK | US1 ×3Dreifachplatin · (29 Wo.)US | Erstveröffentlichung: 13. September 2009 Taio Cruz feat. Ludacris / *ohne Ludacris; Verkäufe: + 4.515.788        |
| 2009 | Regret Lady Love                                          | — | — | — | — | US78 (8 Wo.)US | Erstveröffentlichung: 11. November 2009 LeToya feat. Ludacris                                                    |
| 2010 | Baby My World 2.0                                         | DE22 Gold · (13 Wo.)DE | AT27 (10 Wo.)AT | CH25 (19 Wo.)CH | UK3 ×2Doppelplatin · (27 Wo.)UK | US5 ×2Diamant + Doppelplatin · (20 Wo.)US                                                                                                | Erstveröffentlichung: 18. Januar 2010 Justin Bieber feat. Ludacris; Verkäufe: + 16.408.705                       |
| 2010 | All I Do Is Win Victory                                   | — | — | — | UK98 Silber · (1 Wo.)UK | US24 ×3Dreifachplatin · (24 Wo.)US | Erstveröffentlichung: 9. Februar 2010 DJ Khaled feat. Rick Ross, T-Pain & Snoop Dogg; Verkäufe: + 3.310.000      |
| 2010 | Ride Basic Instinct                                       | — | — | — | UK75 (2 Wo.)UK | US42 Platin · (20 Wo.)US | Erstveröffentlichung: 23. April 2010 Ciara feat. Ludacris; Verkäufe: + 1.000.000                                 |
| 2010 | Tonight (I’m Fuckin’/Lovin’ You) Euphoria                 | DE12 Gold · (19 Wo.)DE | AT6 Gold · (31 Wo.)AT | CH4 (18 Wo.)CH | UK5 Gold · (25 Wo.)UK | US4 ×2Doppelplatin · (25 Wo.)US | Erstveröffentlichung: 22. November 2010 Enrique Iglesias feat. Ludacris; Verkäufe: + 4.219.000                   |
| 2011 | Little Bad Girl Nothing but the Beat                      | DE5 Gold · (30 Wo.)DE | AT5 Gold · (20 Wo.)AT | CH7 Gold · (25 Wo.)CH | UK4 Gold · (17 Wo.)UK | US70 (1 Wo.)US | Erstveröffentlichung: 27. Juni 2011 David Guetta feat. Taio Cruz & Ludacris; Verkäufe: + 747.900                 |
| 2011 | Wet the Bed F.A.M.E.                                      | — | — | — | — | US77 Platin · (10 Wo.)US | Erstveröffentlichung: 13. September 2011 Chris Brown feat. Ludacris; Verkäufe: + 1.000.000                       |
| 2012 | Tonight (Best You Ever Had) Denk wie ein Mann (O.S.T)     | — | — | — | — | US79 ×2Doppelplatin · (12 Wo.)US | Erstveröffentlichung: April 2012 John Legend feat. Ludacris; Verkäufe: + 2.065.000                               |
| 2012 | All Around the World Believe                              | DE53 (5 Wo.)DE | AT67 (1 Wo.)AT | — | UK30 (4 Wo.)UK | US22 Platin · (9 Wo.)US | Erstveröffentlichung: 4. Juni 2012 Justin Bieber feat. Ludacris; Verkäufe: + 1.257.500                           |
| 2018 | The Champion –                                            | — | — | — | — | US47 ×2Doppelplatin · (3 Wo.)US | Erstveröffentlichung: 12. Januar 2018 Carrie Underwood feat. Ludacris; Verkäufe: + 2.000.000                     |

## Videoalben
- 2005: The Red Light District (Verkäufe: + 50.000, US: Gold)

## Autorenbeteiligungen und Produktionen
Produktionen
- 2003: Chingy – Mobb wit Me

Liedtexter
- 2005: Will Smith – Party Starter
- Darüber hinaus schreibt Ludacris die Großteil seiner Lieder und die, in denen er als Gastmusiker tätig ist, selbst.

Ludacris als Autor und Produzent in den Charts

| Jahr | Titel Interpretation     | Höchstplatzierung, Gesamtwochen, AuszeichnungChartplatzierungen (Jahr, Titel, Interpretation, Platzierungen, Wochen, Auszeichnungen, Anmerkungen) | Höchstplatzierung, Gesamtwochen, AuszeichnungChartplatzierungen (Jahr, Titel, Interpretation, Platzierungen, Wochen, Auszeichnungen, Anmerkungen) | Höchstplatzierung, Gesamtwochen, AuszeichnungChartplatzierungen (Jahr, Titel, Interpretation, Platzierungen, Wochen, Auszeichnungen, Anmerkungen) | Höchstplatzierung, Gesamtwochen, AuszeichnungChartplatzierungen (Jahr, Titel, Interpretation, Platzierungen, Wochen, Auszeichnungen, Anmerkungen) | Höchstplatzierung, Gesamtwochen, AuszeichnungChartplatzierungen (Jahr, Titel, Interpretation, Platzierungen, Wochen, Auszeichnungen, Anmerkungen) | Anmerkungen                          |
| Jahr | Titel Interpretation     | DE | AT | CH | UK | US | Anmerkungen                          |
| ---- | ------------------------ | --- | --- | --- | --- | --- | ------------------------------------ |
| 2005 | Party Starter Will Smith | DE40 (9 Wo.)DE | AT62 (3 Wo.)AT | CH26 (6 Wo.)CH | UK19 (9 Wo.)UK | — | Erstveröffentlichung: 2. August 2005 |

## Sonderveröffentlichungen
| Jahr | Titel                                  | Interpretation                                                                                                  | Album                                                                     |
| ---- | -------------------------------------- | --- | ------------------------------------------------------------------------- |
| 1998 | Imagination (Remix)                    | Tamia feat. Ludacris                                                                                            | Tamia                                                                     |
| 1998 | Fat Rabbit                             | Timbaland feat. Ludacris                                                                                        | Tim’s Bio: Life from da Bassment                                          |
| 2000 | What Means the World to You (Remix)    | Cam’ron feat. Ludacris, Trina & UGK                                                                             | S.D.E.                                                                    |
| 2001 | That’s How I Get Down                  | Ginuwine feat. Ludacris                                                                                         | The Life                                                                  |
| 2001 | Cut Somethin’                          | Jagged Edge feat. Ludacris                                                                                      | Jagged Little Thrill                                                      |
| 2001 | Get It Right                           | Dutch & Spade feat. Ludacris                                                                                    |                                                                           |
| 2001 | Jack n Tha Jacka                       | Moochie Mack feat. Ludacris                                                                                     | Broke Pimpin’                                                             |
| 2001 | Hoppin’ in My Car                      | Hollyhood feat. Ludacris                                                                                        | Violator: The Album, V 2.0                                                |
| 2001 | Dis Bitch, Dat Hoe                     | Project Pat feat. Ludacris & Crunchy Black                                                                      | Choices: The Album                                                        |
| 2001 | Big Hat Club                           | Shaquille O’Neal feat. Ludacris                                                                                 | Shaquille O’Neal presents His Superfriends, Vol. 1                        |
| 2001 | Witcha’ Lookin Azz                     | 8 Ball feat. Ludacris                                                                                           | Almost Famous                                                             |
| 2001 | Beat Box                               | Greg Street feat. Ludacris                                                                                      | Six O’Clock, Vol. 1                                                       |
| 2001 | Considerate Brotha                     | Timbaland & Magoo feat. Ludacris                                                                                | Indecent Proposal                                                         |
| 2001 | Get the Hell on with That              | Fat Joe feat. Armageddon & Ludacris                                                                             | Jealous Ones Still Envy (J.O.S.E.)                                        |
| 2001 | Some South Shit                        | Ruff Ryders feat. Ludacris, Icepick Jay, Fiend & Yung Wun                                                       | Ryde or Die Vol. 3: In the „R“ We Trust                                   |
| 2001 | U Don’t Have to Call (Remix)           | Usher feat. Ludacris                                                                                            | 8701                                                                      |
| 2001 | Real Pimp                              | Nate Dogg feat. Ludacris                                                                                        | Music & Me                                                                |
| 2002 | Peaches & Cream (Remix)                | 112 feat. Ludacris                                                                                              | Part III                                                                  |
| 2002 | A Girl Like Me (Remix)                 | Christina Milian feat. Ludacris & Jermaine Dupri                                                                | Christina Milian                                                          |
| 2002 | You Got What I Want                    | Snoop Dogg feat. Ludacris, Charlie Wilson & Goldie Loc                                                          | Paid tha Cost to Be da Boss                                               |
| 2003 | Made You Look (Remix)                  | Nas feat. Ludacris & Jadakiss                                                                                   | God’s Son                                                                 |
| 2003 | Damn! (Remix)                          | YoungBloodZ feat. Ludacris, Bone Crusher & Jermaine Dupri                                                       | Drankin’ Patnaz                                                           |
| 2003 | Tomb of the Boom                       | OutKast feat. Ludacris, Konkrete & Big Gipp                                                                     | Speakerboxxx/The Love Below                                               |
| 2003 | Chocolate                              | Kylie Minogue feat. Ludacris                                                                                    | Body Language                                                             |
| 2003 | Down South                             | Big Tymers feat. Ludacris, Lil Wayne und Jazze Pha                                                              | Big Money Heavyweight                                                     |
| 2003 | Stop Trippin’                          | Lil Jon feat. Ludacris                                                                                          | Certified Crunk                                                           |
| 2004 | Higher                                 | Twista feat. Ludacris                                                                                           | Kamikaze                                                                  |
| 2004 | Breathe in, Breathe Out                | Kanye West feat. Ludacris                                                                                       | The College Dropout                                                       |
| 2004 | The Jump Off                           | Mos Def feat. Ludacris                                                                                          | The New Danger                                                            |
| 2004 | I Came to Bring The Pain               | Lil’ Flip feat. Ludacris, Static und Tity Boi                                                                   | U Gotta Feel Me                                                           |
| 2004 | Childz Play                            | CeeLo Green feat. Ludacris                                                                                      | Cee-Lo Green…Is the Soul Machine                                          |
| 2004 | Red Light                              | Usher feat. Ludacris und Lil Jon                                                                                | Confessions (Limited-Edition)                                             |
| 2004 | Rodeo                                  | Method Man feat. Ludacris                                                                                       | Tical 0: The Prequel                                                      |
| 2004 | Shot Off                               | 8Ball feat. Ludacris                                                                                            | Living Legends                                                            |
| 2004 | Stomp                                  | Young Buck feat. Ludacris, T.I. und The Game                                                                    | Straight Outta Ca$hville                                                  |
| 2004 | R.P.M.                                 | Shawnna feat. Ludacris und Twista                                                                               | Worth Tha Weight                                                          |
| 2004 | Rumors (Remix)                         | Lindsay Lohan feat. Ludacris                                                                                    | Ryde or Die Vol. 3: In the „R“ We Trust                                   |
| 2004 | Meet the Dealer                        | I-20 feat. Ludacris                                                                                             | Self Explanatory                                                          |
| 2004 | Break Bread                            | I-20 feat. Ludacris                                                                                             | Self Explanatory                                                          |
| 2004 | In Da Club                             | Lil Jon feat. Ludacris und R. Kelly                                                                             | Crunk Juice                                                               |
| 2004 | Virgo                                  | Nas feat. Ludacris                                                                                              | Street’s Disciple                                                         |
| 2004 | Luxurious (Remix)                      | Gwen Stefani feat. Ludacris                                                                                     | Love. Angel. Music. Baby.                                                 |
| 2005 | Party Starter                          | Will Smith feat. Ludacris                                                                                       | Lost and Found                                                            |
| 2005 | Give Me a Chance                       | Bobby Valentino feat. Ludacris                                                                                  | Bobby Valentino                                                           |
| 2005 | It’s Like That                         | Talib Kweli feat. Ludacris und The Game                                                                         | Talib Kweli The Beautiful Mix Tape Vol. 2: The Struggle Continues Mixtape |
| 2005 | Trill Recognize Trill                  | Bun B feat. Ludacris                                                                                            | Trill                                                                     |
| 2005 | Living the Life                        | Notorious B.I.G. feat. Faith Evans, Cheri Dennis, Bobby Valentino, Ludacris und Snoop Dogg                      | Duets: The Final Chapter                                                  |
| 2006 | Pop U                                  | Juvenile feat. Ludacris und Fat Joe                                                                             | Reality Check                                                             |
| 2006 | Smilin’                                | Field Mob feat. Ludacris                                                                                        | Light Poles and Pine Trees                                                |
| 2006 | In the Ghetto (Remix)                  | Busta Rhymes feat. Ludacris                                                                                     | Pre-Release Therapy                                                       |
| 2006 | Gangsta Niggaz                         | Scarface & Ludacris                                                                                             | Pre-Release Therapy                                                       |
| 2006 | Coochie Bangin’                        | Ol’ Dirty Bastard & Ludacris                                                                                    | Pre-Release Therapy                                                       |
| 2006 | Yea Mufucka                            | David Banner & Ludacris                                                                                         | Pre-Release Therapy                                                       |
| 2006 | Take It Slow                           | Shawnna feat. Ludacris und Bobby Valentino                                                                      | Block Music                                                               |
| 2006 | Gettin’ Some (Remix)                   | Shawnna feat. Ludacris, Lil Wayne, Too Short und Pharrell                                                       | Block Music                                                               |
| 2006 | Private Party                          | Leona Lewis feat. Ludacris                                                                                      |                                                                           |
| 2006 | Gangstas                               | DJ Whoo Kid feat. Lloyd Banks & Ludacris                                                                        | Bulletproof (G Unit Part 5)                                               |
| 2006 | Ain’t No Other Man (Remix)             | Christina Aguilera feat. Ludacris                                                                               | Back to Basics                                                            |
| 2006 | Playa Cardz Right (Male Version)       | 2Pac feat. Ludacris & Keon Bryce                                                                                | Pac’s Life                                                                |
| 2007 | Future Thugs                           | Redman feat. Ludacris und Ghostface Killah                                                                      | Red Gone Wild                                                             |
| 2007 | Rock Star                              | R. Kelly feat. Ludacris und Kid Rock                                                                            | Double Up                                                                 |
| 2007 | Rearview (Ridin’)                      | Bobby Valentino feat. Ludacris                                                                                  | Special Occasion                                                          |
| 2007 | Freaky Gurl (Remix)                    | Gucci Mane feat. Ludacris & Lil’ Kim                                                                            | Back to the Trap House                                                    |
| 2007 | I’m So Hood (Remix)                    | DJ Khaled feat. T-Pain, Young Jeezy, Ludacris, Busta Rhymes, Big Boi, Lil Wayne, Fat Joe, Birdman und Rick Ross | We The Best                                                               |
| 2007 | Betta Knock                            | Playaz Circle feat. Ludacris                                                                                    | Supply & Demand                                                           |
| 2007 | U Can Believe It                       | Playaz Circle feat. Ludacris                                                                                    | Supply & Demand                                                           |
| 2007 | Duffle Bag Boy (Remix)                 | Playaz Circle feat. Ludacris & Lil Wayne                                                                        | Supply & Demand                                                           |
| 2007 | I Get Money (Remix)                    | 50 Cent feat. Ludacris                                                                                          | Curtis                                                                    |
| 2007 | Do It Well (Remix)                     | Jennifer Lopez feat. Ludacris                                                                                   | Brave                                                                     |
| 2007 | Gimmie Dat                             | Chingy feat. Ludacris und Bobby Valentino                                                                       | Hate It or Love It                                                        |
| 2007 | Like You’ll Never See Me Again (Remix) | Alicia Keys feat. Ludacris                                                                                      | As I Am                                                                   |
| 2007 | Grown Woman                            | Mary J. Blige feat. Ludacris                                                                                    | Growing Pains                                                             |
| 2008 | Dat Girl Right There                   | Usher feat. Ludacris                                                                                            | Here I Stand                                                              |
| 2008 | Cannon (Remix)                         | DJ Drama feat. Young Jeezy, Ludacris, Busta Rhymes, T.I. und Snoop Dogg                                         | Gangsta Grillz Vol. 17                                                    |
| 2008 | Do It 4 The Haterz Again               | 4-IZE feat. Ludacris und Chingy                                                                                 |                                                                           |
| 2008 | Dey Know (Remix)                       | Shawty Lo feat. Ludacris, Young Jeezy, Plies & Lil Wayne                                                        | Units in the City                                                         |
| 2008 | Get Buck In Here                       | DJ Felli Fel feat. Diddy, Akon, Ludacris & Lil Jon                                                              |                                                                           |
| 2008 | Pretty Girl                            | Jarvis Shaffer feat. Ludacris                                                                                   | Dreamgirls                                                                |
| 2008 | You Don’t Wanna                        | Pastor Troy feat. Ludacris                                                                                      | A.T.L. (A-Town Legend)                                                    |
| 2008 | I Got My                               | DJ Khaled feat. Arok, Lil Wayne & Ludacris                                                                      |                                                                           |
| 2008 | Grippin’                               | Sean Garrett feat. Ludacris                                                                                     | Turbo 919                                                                 |
| 2008 | Head Noddin’                           | Block Xchange feat. Ludacris                                                                                    | Young & Restless                                                          |
| 2008 | Mr. Magnificent                        | Small World feat. Ludacris                                                                                      | World Premiere                                                            |
| 2008 | Eskimos                                | Willy Northpole feat. Ludacris                                                                                  | Tha Connect                                                               |
| 2008 | Eat You Alive                          | Lil Wayne feat. Ludacris                                                                                        | Tha Carter III                                                            |
| 2008 | Comin’ to See You                      | Tyrese feat. Ludacris                                                                                           |                                                                           |
| 2008 | Ya Heard                               | The Game feat. Ludacris                                                                                         | LAX                                                                       |
| 2008 | Still Standing                         | Monica feat. Ludacris                                                                                           | Still Standing                                                            |
| 2008 | Self-Made Millionaire                  | Paul Couture feat. Ludacris                                                                                     |                                                                           |
| 2008 | On Top of the World                    | T.I. feat. Ludacris                                                                                             | Paper Trail                                                               |
| 2008 | Sunglasses                             | Playaz Circle feat. Ludacris                                                                                    |                                                                           |
| 2008 | Put on (Remix)                         | Young Jeezy feat. Ludacris                                                                                      | The Recession                                                             |
| 2008 | Pop Champagne (Remix)                  | Jim Jones & Ron Browz feat. Ludacris, Swizz Beatz & Lil Kim                                                     | Pray IV Reign / EtherBoy                                                  |
| 2009 | Pocketbook                             | Jennifer Hudson feat. Ludacris                                                                                  | Jennifer Hudson                                                           |
| 2009 | Beep (Remix)                           | Bobby Valentino featu. Ludacris, Lil Kim & Lil Wayne                                                            | The Rebirth                                                               |
| 2009 | Just Me & You                          | Bobby Valentino feat. Ludacris                                                                                  | The Rebirth                                                               |
| 2009 | Creepin’ (Solo)                        | Chamillionaire feat. Ludacris und The Game                                                                      | Venom                                                                     |
| 2009 | Really Like Her                        | I-20 feat. Ludacris & Rocko                                                                                     | Blood In The Water                                                        |
| 2009 | High Price                             | Ciara feat. Ludacris                                                                                            | Fantasy Ride                                                              |
| 2009 | Rockin’ That Thang (Remix)             | The-Dream feat. Fabolous, Juelz Santana, Rick Ross & Ludacris                                                   | Love vs. Money                                                            |
| 2009 | Throw It Up                            | Busta Rhymes feat. Ludacris & Lil Wayne                                                                         | Back on My B. S.                                                          |
| 2009 | Loose Cannon                           | Block Xchange feat. Ludacris                                                                                    | Young & Restless                                                          |
| 2009 | How to Be a Boss                       | Jim Jones feat. Ludacris & NOE                                                                                  | Pray IV Reign                                                             |
| 2009 | Boyfriend #2 (Remix)                   | Pleasure P feat. Ludacris                                                                                       | The Introduction of Marcus Cooper                                         |
| 2009 | Spanish Fly                            | Aventura feat. Ludacris & Wyclef Jean                                                                           | The Last                                                                  |
| 2009 | We Fuck You (Remix)                    | Electrik Red feat. Ludacris                                                                                     | How to Be a Lady: Volume 1                                                |
| 2009 | We Must Be Heard                       | DJ Drama feat. Ludacris, Willie the Kid, & Busta Rhymes                                                         | Gangsta Grillz: The Album (Vol. 2)                                        |
| 2009 | Birthday Sex (Remix)                   | Jeremih feat. Ludacris & BXC                                                                                    |                                                                           |
| 2009 | Don’t Trust Her                        | Trae feat. Ludacris & Gucci Mane                                                                                | Trap a Holics and Ludacris Presents: Disturbing Tha Trap                  |
| 2009 | Pennies (Remix)                        | The Cool Kids feat. Ludacris & Bun B                                                                            | Gone Fishing                                                              |
| 2009 | I Love College (Remix)                 | Asher Roth feat. Ludacris                                                                                       | Asleep in the Bread Aisle                                                 |
| 2009 | Halle Berry (She’s Fine) (Remix)       | Hurricane Chris feat. Ludacris, SupaSTAAR, Beenie Man, Lil Boosie, Yo Gotti, Pitbull, Yung Joc & C-Ride         | Unleashed                                                                 |
| 2009 | Atlanta GA                             | Shawty Lo feat. Ludacris, The-Dream & Gucci Mane                                                                | I Am Carlos                                                               |
| 2009 | Born an OG                             | Ace Hood feat. Ludacris                                                                                         | Ruthless                                                                  |
| 2009 | Open Wide                              | BXC feat. Ludacris                                                                                              | Young & Restless                                                          |
| 2009 | Addicted to Money                      | Lil Scrappy feat. Ludacris                                                                                      | The Grustle                                                               |
| 2009 | My Patna Dem (Remix)                   | Rich Kids feat. Ludacris & Lil Scrappy                                                                          |                                                                           |
| 2009 | Yeah We Gettin’ Rich                   | Playaz Circle feat. Ludacris                                                                                    | Flight 360                                                                |
| 2009 | All Night Long                         | Estelle feat. Ludacris & John Legend                                                                            |                                                                           |
| 2009 | Stay Strapped                          | Brisco feat. Ludacris                                                                                           | Revenge                                                                   |
| 2009 | Bulletproof                            | Raheem DeVaughn feat. Ludacris                                                                                  | The Love & War MasterPeace                                                |
| 2009 | Get Out                                | Mario feat. Ludacris                                                                                            | D.N.A.                                                                    |
| 2009 | Coochie                                | The Black Keys feat. Ludacris & Ol’ Dirty Bastard                                                               | BlakRoc                                                                   |
| 2009 | Hear My Cry                            | Jennifer Hudson & Ludacris                                                                                      | Purple Codeine 27                                                         |
| 2009 | All the Way Turnt Up (Remix)           | Roscoe Dash feat. Ludacris                                                                                      |                                                                           |
| 2009 | Sex Therapy (Remix)                    | Robin Thicke feat. Ludacris                                                                                     | Sex Therapy                                                               |
| 2010 | I Wanna Rock (Luda Mix)                | Snoop Dogg feat. Jay-Z & Ludacris                                                                               |                                                                           |
| 2010 | Over / Remix                           | Drake feat. Ludacris, Trey Songz, Eminem & Sean Kingston                                                        | Thank Me Later                                                            |
| 2010 | Big Booty Judy                         | K-Mac feat. Ludacris & Chris Brown                                                                              |                                                                           |
| 2010 | Smooches                               | Teyana Taylor feat. Ludacris                                                                                    |                                                                           |
| 2010 | She Don’t Know                         | Usher feat. Ludacris                                                                                            | Raymond v. Raymond                                                        |
| 2010 | Ribbons (Remix)                        | Mariah Carey feat. The-Dream und Ludacris                                                                       | Angels Advocate                                                           |
| 2010 | Rep the Dirty                          | Slim Thug feat. Ludacris, Dre Day und Kez                                                                       |                                                                           |
| 2010 | Still My Nigga                         | Killer Mike feat. Game und Ludacris                                                                             |                                                                           |
| 2010 | Love King (Remix)                      | The-Dream feat. Ludacris                                                                                        |                                                                           |
| 2010 | Beamer, Benz, or Bentley (Remix)       | Lloyd Banks feat. Ludacris, The-Dream, Jadakiss & Yo Gotti                                                      |                                                                           |
| 2010 | It’s Still A Pleasure                  | Drake feat. Ludacris & Gucci Mane                                                                               |                                                                           |
| 2010 | I Like                                 | Jeremih feat. Ludacris                                                                                          |                                                                           |
| 2010 | Porn Star Dancing                      | My Darkest Days feat. Ludacris, Chad Kroeger & Zakk Wylde                                                       |                                                                           |
| 2010 | Tongues                                | R.Kelly feat. Ludacris                                                                                          | Zodiac                                                                    |
| 2010 | Why You Up in Here                     | Flo Rida feat. Ludacris, Gucci Mane & Git Fresh                                                                 | The Only One                                                              |
| 2010 | Celebration                            | Ray J feat. Ludacris                                                                                            |                                                                           |
| 2010 | She Geeked (Remix)                     | Sean Garrett feat. Busta Rhymes, Ludacris & Twista                                                              | The Inkwell                                                               |
| 2011 | Drop Down Low                          | Akon feat. Ludacris                                                                                             | Akonic                                                                    |
| 2011 | Black Man’s Dream                      | Rick Ross feat. Ludacris                                                                                        | Ashes to Ashes                                                            |
| 2011 | Wet Bed                                | Chris Brown feat. Ludacris                                                                                      | F.A.M.E.                                                                  |
| 2011 | Knockin’                               | Travis Barker feat. Snoop Dogg, Ludacris, E-40 & Dev                                                            | Give the Drummer Some                                                     |
| 2011 | Tomorrow Tonight                       | Diddy feat. Ludacris                                                                                            | Last Train to Paris                                                       |
| 2011 | Yep Dat’s Me                           | Jamie Foxx feat. Soulja Boy & Ludacris                                                                          | Best Night of My Life                                                     |

## Statistik

### Chartauswertung
|                     | DE    | AT    | CH    | UK    | US     |
| ------------------- | ----- | ----- | ----- | ----- | ------ |
| Nummer-eins-Alben   | DE—DE | AT—AT | CH—CH | UK—UK | US4US  |
| Top-10-Alben        | DE—DE | AT—AT | CH—CH | UK—UK | US9US  |
| Alben in den Charts | DE2DE | AT—AT | CH4CH | UK5UK | US12US |

|                       | DE     | AT     | CH     | UK     | US     |
| --------------------- | ------ | ------ | ------ | ------ | ------ |
| Nummer-eins-Singles   | DE1DE  | AT1AT  | CH2CH  | UK2UK  | US5US  |
| Top-10-Singles        | DE4DE  | AT4AT  | CH4CH  | UK8UK  | US17US |
| Singles in den Charts | DE16DE | AT10AT | CH15CH | UK26UK | US57US |

### Auszeichnungen für Musikverkäufe
| Land/RegionAuszeichnungen für Musikverkäufe (Land/Region, Auszeichnungen, Verkäufe, Quellen) | Silber     | Gold       | Platin         | Diamant     | Verkäufe   | Quellen                           |
| -------------------------------------------------------------------------------------------- | ---------- | ---------- | -------------- | ----------- | ---------- | --------------------------------- |
| Australien (ARIA)                                                                            | —          | 3× Gold3   | 29× Platin29   | —           | 2.170.000  | aria.com.au                       |
| Belgien (BRMA)                                                                               | —          | 3× Gold3   | Platin1        | —           | 75.000     | ultratop.be                       |
| Brasilien (PMB)                                                                              | —          | —          | 2× Platin2     | 4× Diamant4 | 1.120.000  | pro-musicabr.org.br               |
| Dänemark (IFPI)                                                                              | —          | 3× Gold3   | 5× Platin5     | —           | 420.000    | ifpi.dk                           |
| Deutschland (BVMI)                                                                           | —          | 4× Gold4   | 4× Platin4     | —           | 1.800.000  | musikindustrie.de                 |
| Frankreich (SNEP)                                                                            | —          | —          | —              | —           | 328.100    | Einzelnachweise                   |
| Italien (FIMI)                                                                               | —          | 2× Gold2   | 2× Platin2     | —           | 185.000    | fimi.it                           |
| Japan (RIAJ)                                                                                 | —          | 3× Gold3   | —              | —           | 300.000    | riaj.or.jp                        |
| Kanada (MC)                                                                                  | —          | 2× Gold2   | 12× Platin12   | Diamant1    | 1.900.000  | musiccanada.com                   |
| Mexiko (AMPROFON)                                                                            | —          | Gold1      | —              | —           | 30.000     | amprofon.com.mx                   |
| Neuseeland (RMNZ)                                                                            | —          | 3× Gold3   | 12× Platin12   | —           | 337.500    | aotearoamusiccharts.co.nz NZ2 NZ3 |
| Norwegen (IFPI)                                                                              | —          | —          | 5× Platin5     | —           | 50.000     | ifpi.no NO2                       |
| Österreich (IFPI)                                                                            | —          | 4× Gold4   | —              | —           | 60.000     | ifpi.at                           |
| Schweden (IFPI)                                                                              | —          | 3× Gold3   | —              | —           | 50.000     | sverigetopplistan.se              |
| Schweiz (IFPI)                                                                               | —          | 2× Gold2   | 2× Platin2     | —           | 95.000     | hitparade.ch                      |
| Spanien (Promusicae)                                                                         | —          | 2× Gold2   | 2× Platin2     | —           | 170.000    | elportaldemusica.es ES2           |
| Südkorea (KMCA)                                                                              | —          | —          | —              | —           | 977.181    | Einzelnachweise                   |
| Vereinigte Staaten (RIAA)                                                                    | —          | 15× Gold15 | 55× Platin55   | 2× Diamant2 | 83.784.000 | riaa.com                          |
| Vereinigtes Königreich (BPI)                                                                 | 3× Silber3 | 4× Gold4   | 7× Platin7     | —           | 5.660.000  | bpi.co.uk                         |
| Insgesamt                                                                                    | 3× Silber3 | 54× Gold54 | 138× Platin138 | 7× Diamant7 |            |                                   |